# Virotia
Virotia es un género de plantas con flores de la familia Proteaceae.

## Taxonomía
Virotia fue descrito por Lawrence Alexander Sidney Johnson y Barbara Gillian Briggs y publicado en Botanical Journal of the Linnean Society  70: 176. 1975. La especie tipo es: Virotia leptophylla (Guillaumin) L.A.S.Johnson & B.G.Briggs
Consta de solo seis especies aceptadas, endémicas de Nueva Caledonia. El género rinde homenaje al botánico francés Robert Virot, pionero de los estudios ecológicos en Nueva Caledonia y autor de una monografía sobre las proteáceas de ese archipiélago. 

## Especies
- Virotia angustifolia (Virot) P.H.Weston & A.R.Mast (basónimo: Macadamia angustifolia Virot)
- Virotia francii (Guillaumin) P.H.Weston & A.R.Mast (basónimo: Roupala francii Guillaumin)
- Virotia leptophylla (Guillaumin) L.A.S.Johnson & B.G.Briggs (basónimo: Kermadecia leptophylla Guillaumin)
- Virotia neurophylla (Guillaumin) P.H.Weston & A.R.Mast (basónimo: Kermadecia neurophylla Guillaumin)
- Virotia rousselii(Vieill.) P.H.Weston & A.R.Mast (basónimo: Roupala rousselii Vieill) - chaparro bobo[3]
- Virotia vieillardi (Brongn. & Gris) P.H.Weston & A.R.Mast (basónimo: Roupala vieillardii Brongn. & Gris)